# Franciscaines de Marie Immaculée
Ne doit pas être confondu avec Franciscaines de Marie Immaculée de Joliet.
Les Franciscaines de Marie Immaculée (en latin : Congregatio Sororum Franciscanarum Mariae Immaculatae) sont une congrégation religieuse féminine enseignante de droit pontifical.

## Historique
Le 31 mars 1893, à l'invitation de l'évêque du diocèse de Pasto, un groupe de sept religieuses capucines suisses dirigé par Marie Charité Brader (1860-1943) quitte le couvent de Chone en Équateur (dirigé par Marie Bernarde Bütler qui fonde les franciscaines missionnaires de Marie Auxiliatrice en 1895) et s'installent à Túquerres en Colombie. C'est pour faire face au besoin urgent de missionnaires qu'elle fonde les Franciscaines de Marie Immaculée le 31 mars 1893 avec l'aide du père Reinald Herbrand. L'institut est d'abord composé de jeunes suisses auxquelles s'ajoutent bientôt des vocations colombiennes. En septembre 1893, l'évêque rend le nouveau couvent autonome de la maison-mère et érige la communauté de Túquerres en institut religieux de droit diocésain.
L'Institut est agrégé aux Frères mineurs capucins à partir du 17 novembre 1906 et obtient le décret de louange le 25 novembre 1922.

## Activité et diffusion
Les franciscaines de Marie Immaculée se consacrent principalement à l'enseignement de la jeunesse en particulier des filles pauvres. 
Elles sont présentes en Équateur, au Chili, en Colombie, en Italie, au Mexique, au Pérou et au Venezuela.
La maison-mère se trouve à Bogota.
En 2017, la congrégation comptait 554 sœurs dans 107 maisons.